# Skate Canada 2013
Navigation
Édition précédente Édition suivante
Le Skate Canada (ou Internationaux Patinage Canada) est une compétition internationale de patinage artistique qui se déroule au Canada au cours de l'automne. Il accueille des patineurs amateurs de niveau senior dans quatre catégories: simple messieurs, simple dames, couple artistique et danse sur glace.
Le quarantième Skate Canada est organisé du 25 au 27 octobre 2013 au Harbour Station à Saint-Jean dans la province du Nouveau-Brunswick. Il est la deuxième compétition du Grand Prix ISU senior de la saison 2013/2014.
Saint-Jean a déjà organisé cet événement à deux reprises en 1995 et 1999.

## Résultats

### Messieurs

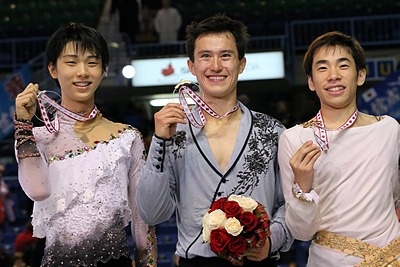
Podium des Messieurs

| Rang | Nom             | Pays       | Points | Programme court | Programme court | Programme libre | Programme libre |
| ---- | --------------- | ---------- | ------ | --------------- | --------------- | --------------- | --------------- |
| 1    | Patrick Chan    | Canada     | 262.03 | 1               | 88.10           | 1               | 173.93          |
| 2    | Yuzuru Hanyu    | Japon      | 234.80 | 3               | 80.40           | 2               | 154.40          |
| 3    | Nobunari Oda    | Japon      | 233.00 | 2               | 80.82           | 3               | 152.18          |
| 4    | Michal Březina  | Tchéquie   | 218.32 | 7               | 71.71           | 5               | 146.61          |
| 5    | Joshua Farris   | États-Unis | 216.72 | 8               | 69.14           | 4               | 147.58          |
| 6    | Jeremy Abbott   | États-Unis | 215.95 | 4               | 74.58           | 6               | 141.37          |
| 7    | Elladj Baldé    | Canada     | 205.19 | 6               | 72.35           | 7               | 132.84          |
| 8    | Andrei Rogozine | Canada     | 197.35 | 9               | 68.31           | 9               | 129.04          |
| 9    | Ross Miner      | États-Unis | 196.89 | 10              | 66.71           | 8               | 130.18          |
| 10   | Takahito Mura   | Japon      | 188.53 | 5               | 73.08           | 10              | 115.45          |

### Dames

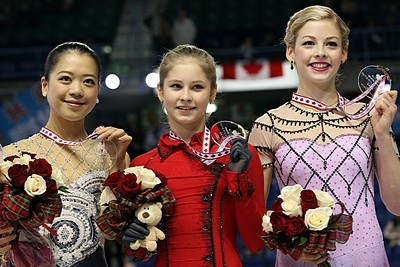
Podium des Dames

| Rang    | Nom                | Pays       | Points | Programme court | Programme court | Programme libre | Programme libre |
| ------- | ------------------ | ---------- | ------ | --------------- | --------------- | --------------- | --------------- |
| 1       | Ioulia Lipnitskaïa | Russie     | 198.23 | 2               | 66.89           | 1               | 131.34          |
| 2       | Akiko Suzuki       | Japon      | 193.75 | 3               | 65.76           | 2               | 127.99          |
| 3       | Gracie Gold        | États-Unis | 186.75 | 1               | 69.45           | 3               | 117.20          |
| 4       | Christina Gao      | États-Unis | 173.69 | 4               | 62.82           | 4               | 110.87          |
| 5       | Amélie Lacoste     | Canada     | 163.11 | 6               | 59.13           | 6               | 103.98          |
| 6       | Courtney Hicks     | États-Unis | 162.00 | 9               | 50.70           | 4               | 111.30          |
| 7       | Natalia Popova     | Ukraine    | 149.59 | 7               | 52.36           | 7               | 93.52           |
| 8       | Veronik Mallet     | Canada     | 138.13 | 8               | 50.71           | 8               | 87.42           |
| Abandon | Kaetlyn Osmond     | Canada     |        | 5               | 60.32           |                 |                 |

### Couples

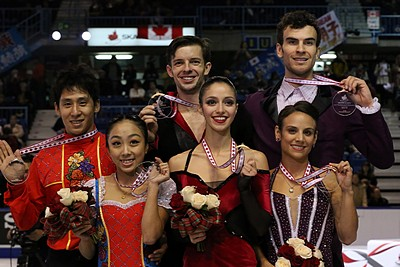
Podium des couples artistiques

| Rang | Nom                               | Pays       | Points | Programme court | Programme court | Programme libre | Programme libre |
| ---- | --------------------------------- | ---------- | ------ | --------------- | --------------- | --------------- | --------------- |
| 1    | Stefania Berton / Ondřej Hotárek  | Italie     | 193.92 | 2               | 69.38           | 2               | 124.54          |
| 2    | Sui Wenjing / Han Cong            | Chine      | 193.77 | 3               | 69.02           | 1               | 124.75          |
| 3    | Meagan Duhamel / Eric Radford     | Canada     | 190.62 | 1               | 69.57           | 3               | 121.05          |
| 4    | Paige Lawrence / Rudi Swiegers    | Canada     | 159.82 | 6               | 52.94           | 4               | 106.88          |
| 5    | Haven Denney / Brandon Frazier    | États-Unis | 158.83 | 5               | 55.01           | 5               | 103.82          |
| 6    | Lindsay Davis / Rockne Brubaker   | États-Unis | 153.71 | 7               | 52.69           | 6               | 101.02          |
| 7    | Mari Vartmann / Aaron Van Cleave  | Allemagne  | 149.59 | 4               | 55.08           | 7               | 94.51           |
| 8    | Margaret Purdy / Michael Marinaro | Canada     | 131.39 | 8               | 39.50           | 8               | 91.89           |

### Danse sur glace

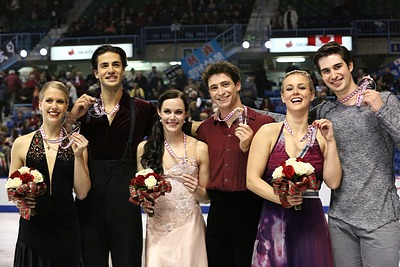
Podium de la danse sur glace

| Rang | Nom                                  | Pays       | Points | Danse courte | Danse courte | Danse libre | Danse libre |
| ---- | ------------------------------------ | ---------- | ------ | ------------ | ------------ | ----------- | ----------- |
| 1    | Tessa Virtue / Scott Moir            | Canada     | 181.03 | 1            | 73.15        | 1           | 107.88      |
| 2    | Kaitlyn Weaver / Andrew Poje         | Canada     | 175.23 | 2            | 70.35        | 2           | 104.88      |
| 3    | Madison Hubbell / Zachary Donohue    | États-Unis | 153.20 | 3            | 60.92        | 3           | 92.28       |
| 4    | Ekaterina Riazanova / Ilia Tkachenko | Russie     | 145.56 | 4            | 59.79        | 5           | 85.77       |
| 5    | Alexandra Paul / Mitchell Islam      | Canada     | 143.77 | 7            | 53.74        | 4           | 90.03       |
| 6    | Nelli Zhiganshina / Alexander Gazsi  | Allemagne  | 138.16 | 5            | 55.19        | 6           | 82.25       |
| 7    | Charlène Guignard / Marco Fabbri     | Italie     | 134.28 | 8            | 52.03        | 7           | 82.25       |
| 8    | Aleksandra Stepanova / Ivan Bukin    | Russie     | 133.12 | 6            | 55.63        | 8           | 77.49       |

## Source
- Résultats du Skate Canada 2013 sur le site de l'ISU